# 1950 en Pologne
Cet article présente les faits marquants de l'année 1950 en Pologne.

## Décès
- 7 décembre : Wojciech Weiss, peintre polonais (° 4 mai 1875).